# Голман (фудбал)
Голман (од енгл.  — „вратар”) или вратар је фудбалска позиција чија је главна улога чување гола. Једини је играч којем је дозвољено играти руком или дланом, у за то предвиђеном простору, шеснаестерцу. У току утакмице свака екипа мора имати голмана на голу, без обзира на стање на терену. Узроци губитка голмана могу бити:
- искључење голмана: тада ће голман с клупе заменити неког играча, те потом стати на гол. Ако су све замене извршене, један од играча ће стати на гол.
- повреде голмана: замениће се повређени голман са здравим голманом ако нису све замене потрошене. Ако су, пак, замене потрошене, један од играча с терена ће стати на гол.

## Руковање лоптом
За разлику од осталих играча на терену, голмани смеју дирати лопту било којим делом тела, укључујући руке и дланове. Али и за њих постоје ограничења:
- Коришћење руку је дозвољено искључиво у властитом шеснаестерцу.
- Голмани се не смеју користити рукама ако: 
  - саиграч голману додаје лопту ногом
  - саиграч контролише лопту ногом
  - саиграч додаје лопту голману директно из аута
- ФИФА налаже да се, због живости игре, голману не дозвољава држање лопте у рукама дуже од шест секунди.
- Голмани не смеју узети лопту у руке ако је саиграч намерно дотакне ногом, све док је не дотакне противник или је саиграч врати главом или прсима. Исто правило важи ако голман испусти лопту из руку. Ако голман прекрши ова правила, судија ће досудити индиректан ударац.

## Опрема
Голмани морају носити опрему која их јасно разликује од саиграча, противника, те судија на терену. Голмани користе и голманске рукавице које служе за заштиту дланова и боље руковање лоптом.

## Голманова улога у игри
Иако могућност игре рукама даје предност голману, они су иначе као и сваки други играч на терену. Правила налажу да фудбалски тим мора имати голмана, но није нужно да голман буде на голу, већ он може играти и у нападу. Неки голмани су чак постизали голове, најчешће када би њихова екипа била у резултатском минусу, те у ситуацији да имају прекид или корнер пред противничким голом. Онда би голмани излазили и покушали постићи погодак. Најпознатији пример таквог голмана био је Џими Глас, који је својим голом у судијској надокнади спасио своју екипу од испадања. Други начин постизања голова је из прекида или једанаестераца. Најбољи голман извођач удараца из прекида у фудбалској историји је Бразилац Рожерио Сени (завршио каријеру) са 89 голова, други је Парагвајац Хосе Луис Чилаверт (завршио каријеру) са 62 гола.